# غابرييلا روتشا
غابرييلا روتشا (بالبرتغالية: Gabriela Rocha‏) هي مغنية برازيلية، ولدت في 13 مارس 1994 في ساو باولو في البرازيل.

## وصلات خارجية
- الموقع الرسمي